# Veitsberg (Berga-Wünschendorf)
Veitsberg ist ein Ortsteil der Stadt Berga-Wünschendorf im Landkreis Greiz in Thüringen.

## Geografie
Der Ortsteil Veitsberg wird östlich von der Weißen Elster und nordwestlich von der Weida begrenzt. Am Westufer der Elster ragt der Rücken des am Ufer langgezogenen Veitsberges bis zur Weidamündung empor. Berg, ehemalige Burg, Veitskirche und der Ort trugen oder tragen den Namen des strategischen Bergrückens und bekräftigen die Bedeutung dieses Landstrichs.

## Geschichte
Nach Kahl war am 21. Oktober 1162 die urkundliche Ersterwähnung des Dorfes „Veitsberg“. Nach J.C. Zenker erbaute ein Voigt Erwin von Glisberg im Jahre 974 eine Burg auf dem Veitsberg.
Durch seine natürliche und strategische Bedeutung dieses Ortsteils war und ist er Bindeglied zwischen Mildenfurth, Cronschwitz und Weida einst und heute. Auf Grund seiner besonderen Lage am Südrand des Wünschendorfer Beckens war der langgestreckte Rücken des Veitsberges von Wünschendorf schon in frühgeschichtlicher Zeit besiedelt. Das hatte auf die spätere Besiedlung Einfluss und auch auf den Bau der Klöster Mildenfurth und Cronschwitz.